# سیدی علی (الجزایر)
سیدی علی (الجزایر) (به عربی: سيدي علي) یک شهرداری در الجزایر است که در ناحیه سیدی علی واقع شده‌است. سیدی علی ۳۱٬۸۴۰ نفر جمعیت دارد.